# Poa tracyi
Poa tracyi là một loài cỏ trong họ hòa thảo, thuộc chi poa.